# Norbanus cerasiops
Norbanus cerasiops is een vliesvleugelig insect uit de familie Pteromalidae. De wetenschappelijke naam is voor het eerst geldig gepubliceerd in 1922 door Masi.